# ااستوور (کارولینای شمالی)
ااستوور (به انگلیسی: Eastover) شهری در ایالت کارولینای شمالی کشور ایالات متحده آمریکا است که جمعیت آن در سرشماری سال ۲۰۱۰ میلادی، ۳٬۶۲۸ نفر بوده‌است.